# Mazerny
Mazerny település Franciaországban, Ardennes megyében. Lakosainak száma 128 fő (2022. január 1.). Mazerny Baâlons, Hagnicourt, Montigny-sur-Vence, Poix-Terron, Saint-Loup-Terrier és Wignicourt községekkel határos.

## Népesség
A település népességének változása:
| Lakosok száma | 150  | 111  | 110  | 120  | 124  | 125  | 125  | 127  | 127  | 128  |
|               | 1968 | 1982 | 1990 | 2006 | 2013 | 2015 | 2017 | 2019 | 2020 | 2022 |